# Renault Twingo
Renault Twingo este un autoturism de oraș construit de producătorul francez de automobile Renault, care a fost lansat în 1992 la Salonul Auto de la Paris și a început să fie comercializat din 1993. 
Twingo  a devenit repede popular în Europa datorită înfățișării lui neobișnuite și ușurința în conducere. El a suferit trei redesenări în 1998, 2000 și este încă în producție. Numele Twingo vine de la Twist, Swing și Tango și el indică distracția și personalitatea acestei mașini.
Totuși, spre deosebire de primele două generații, a treia generație nu este disponibilă în România.

## Prima generație (1993)

### Proiectul
El a fost proiectat sub îndrumarea șefului de desing de la Renault, Patrick Le Quément.
La lansare Twingo avea un aspect revoluționar, tabloul de bord cu vitezometrul, ceasul pentru combustibil și ceasul erau amplasate central. Bancheta spate era rabatabilă, permițând mărirea volumului portbagajului.

### Piața britanică
Când mașina a fost lansată, directorul Renault a spus că pe piața britanică nu sunt căutate mașinile de oraș, astfel Renault nu a creat nu o versiune cu volan pe dreapta. Ei au dorit să retragă și modelul Clio. Mai târziu au constat că fuseseră o greșeală, modele ca Fiat Cinquecento (500), Ford Ka, Vauxhall Corsa și Smart Fortwo au fost foarte apreciate în Marea Britanie.

### Versiunea electrică
O versiune cu propulsie electrică a fost prezentă la salonul internațional Geneva Motor Show  în 2006, care utilizează baterii Zebra.

## A doua generație (2007)
A doua generație a modelului Twingo a fost lansat pe 15 iunie 2007 pe piețele din Franța, Italia și Slovenia. Lansarea oficială a avut loc la Novo Mesto (la 70 km de Ljubljana) în Slovenia. Noul model va fi produs într-o fabrică din Slovenia, unde Renault a investit 400 milioane de euro.
Inițial modelul a fost desenată pentru a fi un model din clasa mașinilor de oraș, însă datorită insuccesului înregistrat de Modus și de succesul înregistrat de Logan, cei de la Renault au reevaluat situația. Prețul de pornire al noului model este de 9.000 euro, acest preț ridicat se justifică prin strategia celor de la Renault de a proteja Loganul (7.500 euro). La capitolul motorizări, modelul dispune de un singur motoprolusor de 1.2 litri cu 60 și 75 CP. Principalii rivali ai noului model sunt: Toyota Aygo, Peugeot 107 și Citroen C1.

## A treia generație (2014)
A treia generație de Renault Twingo a fost dezvoltată în colaborare cu Mercedes.

### Twingo Electric
După ce planurile de a lansa noi vehicule electrice, inclusiv un Twingo electric, au fost confirmate în septembrie 2019, Renault a anunțat Twingo Electric, comercializat ca Twingo Z.E. (Zero Emisii) și în Franța ca Twingo E-Tech Électrique, fiind prima versiune electrică a mașinii sale de oraș, în februarie 2020 la Salonul Auto de la Geneva. Este a doua mașină electrică de la Renault, după Zoe. Sistemul de propulsie din Twingo Z.E. se bazează pe cel din Smart EQ Forfour, dar are o baterie mai mare.